# Emanuela Corda
Emanuela Corda (Cagliari, 23 novembre 1974) è una politica italiana, deputata della XVIII legislatura.

## Biografia
Alle elezioni politiche del 2013 viene candidata alla Camera dei deputati, tra le liste del Movimento 5 Stelle (M5S) nella circoscrizione Sardegna come capolista, risultando eletta deputata. Nel corso della XVII legislatura è stata componente e capogruppo per il M5S nella 4ª Commissione Difesa.
Alle elezioni politiche del 2018 viene ricandidata alla Camera, tra le liste del Movimento 5 Stelle nel collegio plurinominale Sardegna - 01, venendo confermata a Montecitorio. Nella XVIII legislatura della Repubblica è stata presidente della Commissione parlamentare per le questioni regionali, membro e capogruppo per il M5S nella 4ª Commissione Difesa. 
Il 18 febbraio 2021 non vota la fiducia al governo Draghi e per questo viene espulsa dal Movimento 5 Stelle. Il 23 febbraio aderisce alla componente L'Alternativa c'è del gruppo misto alla Camera.
Il 16 ottobre 2022 viene eletta vicepresidente di Alternativa dall'Assemblea nazionale del movimento, mentre il 19 febbraio 2023, a seguito delle dimissioni di Mattia Crucioli, viene eletta presidente del partito.
Alle elezioni amministrative del 2024 si candida a sindaco di Cagliari, per Alternativa (unica lista a sostenerla), raccogliendo lo 0,89% dei voti e risultando non eletta, nonché l'ultima classificata su 5.

## Controversie

### Parole sull'attentato di Nassiriya
A novembre 2013, alla commemorazione dei caduti nell'attentato di Nassiriya, Corda fece un intervento alla Camera in cui ricordò sia le vittime ma anche il marocchino che si suicidò per portare a compimento la strage, parole che causarono polemiche, portarono alla reazione di sdegno e riprovazione dell'Arma dei Carabinieri, definendole vergognose, a cui i parlamentari del M5S si dissociano e per cui si dovette scusare pubblicamente.

### Vaccini
Nel 2014 ha presentato una proposta di legge, assieme a Gianluca Rizzo, per consentire ai dipendenti della pubblica amministrazione di rifiutare le vaccinazioni, sostenendo l'esistenza di una correlazione tra “alcuni” vaccini e leucemia, intossicazioni, infiammazioni, immunodepressioni, mutazioni genetiche trasmissibili, malattie tumorali, autismo e allergie.